# Crambus tenuistriga
Crambus tenuistriga là một loài bướm đêm trong họ Crambidae.